# Пьотър Алабин
Вижте пояснителната страница за други личности с името Алабин.
Пьотър Владѝмирович Ала̀бин (на руски: Пётр Влади́мирович Ала́бин) е руски граф, историк и общественик. Инициатор на създаването на Самарското знаме за Българското опълчение. След Освобождението, по време на Временното руско управление в България (1878 – 1879) е първият губернатор на София.

## Биография
Пьотър Алабин е роден на 16 септември 1824 г. в град Подолск в семейството на потомствен дворянин от смесен брак с французойка. Завършва средно образование в Белостокската гимназия, а средно специално в счетоводния клас на Санктпетербургското търговско училище.
Постъпва на военна служба като офицер в Руската армия. Участва в потушаването на Унгарската революция (1848 – 1849).
Участва в Кримската война (1853 – 1856). Проявява се в боевете в България. Участник в отбраната на Севастопол.
Излиза в оставка с военно звание капитан и преминава на работа в граждански ведомства. Живее в град Вятка, а по-късно в гард Самара (24 януари 1866 – 10 май 1896).
Управляващ на Самарската палата за държавни имущества в продължение на 10 години, като е първият ръководител на това ведомство. От 11 до 30 май 1874 г. и от 21 юни до 10 септември 1875 г. изпълнява длъжността Самарски губернатор, след което е завеждащ пожарния обоз.
Кмет е на град Самара от 18 декември 1884 до 8 март 1891 г. След това до юни 1892 г. е председател на Самарската общинска землена управа. От 1871 до 1896 г. е представител в Самарския градски съвет.
Във времето когато е кмет на град Самара, са построени и започват да работят чугунолеярният завод „Лебедев“, маслобойният завод „Вишняцки“, печатницата „Шчолоков“, гара Пастеровска, метеорологична станция, градски водопровод, театър, кибритена фабрика „Волга“, завод за тухли „Жуков“, парна мелница „Башкиров“, сладкарска фабрика „Гребежев“ и завод за сапун „Уласов“. За първи път в Самара започва да се ползва газ за осветление, заработва първата телефонна станция с 10 номера, продължава строителството на църква.
Депутат в Държавната дума от Николаевския окръг (1880 – 1883). От май 1872 г. многократно е избиран за почетен съдия на Самарски окръг. Асистент на председателя на Самарската губернска поземлена управа, член на комисии и комитети.
Членува в Московския славянски комитет, самарското отделение на Червения кръст, дружеството за спасяване на водите, председател и член е на попечителските съвети на самарски учреждения.
Участва в създаването Севастополския музей.
По време на Руско-турската война (1877 – 1878) е инициатор на създаването на Самарското знаме. На 18 април 1877 г. Самарският общински съвет избира депутация в състав кмета на града Ефим Кожевников и съветника Пьотър Алабин с цел да връчат на българския народ Самарското знаме, икона на „Свети Алексий“ и приветствено писмо. Знамето е връчено на Българското опълчение в град Плоещ на 18 май 1877 г.
Пьотър Алабин пребивава в България в продължение на една година. Участва във Временното руско управление. Главен представител е на руския „Червен кръст“ и на Московското и Санктпетербургското славянски общества.
Алабин е първият губернатор на София от декември 1877 г., а вицегубернатор е Марин Дринов. Въвежда гражданско управление. Подема и реализира създаването на библиотека и музей в София по идея на Михаил Буботинов. Подпомага изграждането на паметника на Левски.

## Памет
Автор е на изследвания на историята, икономиката и културата на Самарска област. Почетен гражданин на градовете Самара, Вятка и София. Централна улица в София носи неговото име.

## Галерия
- Писмо от Пьотър Алабин до Димитър Карамфилович, 30 юли 1895 г.